# Juniperus cedrus
Juniperus cedrus là một loài thực vật hạt trần trong họ Cupressaceae. Loài này được Webb & Berthel. mô tả khoa học đầu tiên năm 1847.